# New Waverly, Texas
New Waverly là một thành phố thuộc quận Walker, tiểu bang Texas, Hoa Kỳ. Năm 2010, dân số của xã này là 1032 người.

## Dân số
- Dân số năm 2000: 950 người.
- Dân số năm 2010: 1032 người.